# María Dolores Camalich Massieu
María Dolores Camalich Massieu (Las Palmas de Gran Canaria, 1953) es una arqueóloga y profesora española, catedrática en la Universidad de La Laguna. Es hija de la pintora Lola Massieu.

## Biografía
En 1983 obtuvo el título de doctora con la tesis "La cerámica Eneolítica no campaniforme de Andalucía Sudoriental” dirigida por Ignacio Barandiarán Maestu. Su trayectoria investigadora se ha centrado, fundamentalmente, en el estudio de las comunidades del Neolítico y de la Edad del Cobre de Andalucía. También ha trabajado puntualmente en el sur de Portugal y Marruecos, además de Canarias. 
Su campo de trabajo se ha orientado, esencialmente, hacia el estudio de la interpretación de la dinámica socioeconómica de las comunidades de estos períodos en el sur peninsular, a partir del análisis de las artesanías, con especial incidencia en la cerámica y el complejo de actividades que se estructuran en su fabricación, consumo y distribución. Este estudio se articula en el marco de los cambios que se operan en la estructura organizativa e ideológica de estas sociedades, a partir de los mecanismos de apropiación del territorio que se produce con la consolidación de las primeras comunidades agricultoras, pastoras y artesanas en la zona del sur peninsular, a mediados del VI milenio cal A.C. 
Ha dirigido numerosas excavaciones arqueológicas en Andalucía, Portugal, Marruecos y Canarias, como las de Cabecicos Negros-Pajarraco (Vera, Almería), Campos y Zájara (Cuevas del Almanzora, Almería), Las Pilas (Mojácar, Almería), Pozo Negro (Antigua, Fuerteventura), área de Azilah y M’zora (Tánger-Tetuán, Marruecos) o Quinta da Queimada (Lagos, Portugal). Destacan especialmente los trabajos realizados junto con el profesor Dimas Martín Socas en la Cueva de El Toro (Antequera, Málaga) y en el yacimiento arqueológico de la Necrópolis de La Beleña (Cabra, Córdoba).
Ha participado en numerosos proyectos de investigación siendo la investigadora principal de los proyectos “Las primeras sociedades productoras de alimentos en las tierras bajas del sureste peninsular” (hasta 2019); “Tecnología y sociedad: especialización y diversificación artesanal en Andalucía oriental entre el V-III milenios a.C.” (I+D+i 2013-2016) o “Tecnología y Sociedad. Las primeras artesanías de las comunidades neolíticas en Andalucía oriental entre el VI y III milenio ANE” (I+D+i 2016-2019).
Fue directora del Departamento de Prehistoria, Antropología e Historia Antigua, entre los años 1998 y 2004. Miembro del Consejo de Redacción y/o Asesor de diferentes revistas españolas. Miembro de la Comisión Andaluza de Arqueología (2011-2016), Comisión Técnica del Conjunto Arqueológico Dólmenes de Antequera (desde 2015 hasta la actualidad) y la Comisión Insular de Patrimonio de Tenerife (desde 2001 hasta la actualidad). Ha sido la Presidenta del Comité Científico del III Congreso de Prehistoria de Andalucía (Antequera, octubre 2014).